# Jakob Johansson
Jakob Valdemar Olsson Johansson (Trollhättan, 21 giugno 1990) è un ex calciatore svedese, di ruolo centrocampista.

## Carriera

### Club
Dopo aver disputato il campionato 2006 con l'FC Trollhättan in Division 1 (terza serie nazionale), Johansson è stato portato all'IFK Göteborg dal tecnico Jonas Olsson, che proprio durante quell'inverno aveva compiuto lo stesso percorso passando dalla panchina del Trollhättan a quella dei biancoblu.
Il 27 giugno 2007 Johansson – che aveva compiuto 17 anni da pochi giorni – ha esordito nel campionato di Allsvenskan giocando 87 minuti nella sconfitta esterna contro l'Hammarby, diventando allo stesso tempo il primo giocatore nato negli anni '90 ad essere sceso in campo nel massimo campionato svedese. A fine stagione le sue presenze saranno 9, e la squadra tornerà a conquistare il titolo nazionale a 11 anni di distanza dall'ultimo trofeo vinto.
Il 28 giugno 2008 ha segnato il suo primo gol ufficiale, il quale ha deciso la sfida contro il Ljungskile (terminata 1-0) valida per il quarto turno della Coppa di Svezia di quell'anno. La prima rete in campionato l'ha invece firmata il 6 ottobre 2008 in casa contro l'Hammarby, quando ha chiuso le marcature siglando il definitivo 2-0.
Nel marzo 2013 ha prolungato di un altro anno il proprio contratto con l'IFK Göteborg che altrimenti sarebbe scaduto a fine 2013. Ha dunque giocato in biancoblu anche la stagione 2014, ma a fine campionato ha lasciato la squadra a parametro zero dopo otto anni di permanenza.
Libero da vincoli contrattuali, Johansson ha accettato l'offerta dei greci dell'AEK Atene, ai quali si è ufficialmente unito nel gennaio 2015 con un contratto di tre anni e mezzo. La squadra, che due estati prima era stata costretta a ripartire dalla terza serie per problemi economici, al momento dell'arrivo dello svedese si trovava in Football League ma a fine anno ha conquistato il ritorno nella massima serie. Nel 2015-2016 Johansson e i gialloneri, neopromossi, hanno chiuso il campionato come vice campioni di Grecia in virtù del 2º posto in classifica, e nella stessa annata hanno vinto la Coppa di Grecia.
Il grave infortunio al legamento crociato del ginocchio sinistro rimediato nel novembre 2017 nella sfida di San Siro con la nazionale (decisiva per la qualificazione mondiale) lo ha costretto a dover perdere – oltre ai Mondiali – anche la rimanente parte del campionato 2017-2018, concluso dalla formazione ateniese con la conquista del titolo nazionale. Johansson durante questo campionato ha giocato 8 partite nelle prime giornate. A fine stagione non ha rinnovato il contratto in scadenza con l'AEK, dichiarandosi desideroso di una nuova parentesi dopo i tre anni e mezzo trascorsi in Grecia.
Il 4 giugno 2018 è stato reso noto il suo ingaggio biennale da parte dei francesi del Rennes. Tornato a giocare in partite ufficiali nell'ottobre seguente dopo quasi un anno di assenza per infortunio, ma il biennio in Ligue 1 si rivelerà comunque caratterizzato da problemi fisici: nel gennaio del 2019 contro il Guingamp ha riportato un problema a un legamento del ginocchio destro (ginocchio dunque diverso da quello sinistro precedentemente infortunato) ed è rimasto fuori causa per quasi tre mesi, mentre nel 2019-2020 ha dovuto saltare l'intera stagione a causa della rottura del legamento crociato del ginocchio destro avvenuta a settembre.
Nel maggio del 2020, mentre Johansson completava la riabilitazione e mentre il suo contratto con il Rennes si avviava verso la scadenza, è stato annunciato il suo ritorno all'IFK Göteborg con un accordo valido fino alla fine dell'anno 2022.
Il 22 giugno 2021, durante la pausa estiva di un'Allsvenskan 2021 che non lo ha mai visto scendere in campo, Johansson ha annunciato di essere costretto al ritiro dal calcio giocato a soli 31 anni a causa dei problemi fisici dovuti agli infortuni pregressi.

### Nazionale
Ha fatto parte delle principali nazionali giovanili svedesi, quindi ha debuttato in nazionale maggiore il 23 gennaio 2013 contro la Corea del Nord in un match del torneo King's Cup organizzato in Thailandia. Si trattava tuttavia di una nazionale interamente formata da giocatori militanti nei campionati scandinavi o comunque in altre leghe ferme durante il periodo invernale.
Escludendo le amichevoli di gennaio, la sua prima presenza in nazionale è datata 11 novembre 2016, quando la Francia ha battuto 2-1 la Svezia allo Stade de France in un incontro valido per le qualificazioni ai Mondiali del 2018. Gli svedesi hanno poi chiuso il loro girone al secondo posto, venendo sorteggiati contro l'Italia agli spareggi.
Il 10 novembre 2017 è stato proprio Johansson – con un tiro dalla distanza deviato da Daniele De Rossi – l'autore dell'unico gol dell'intero spareggio andata/ritorno contro l'Italia del CT Gian Piero Ventura: alla vittoria degli scandinavi per 1-0 alla Friends Arena di Solna infatti è seguito lo 0-0 del ritorno a San Siro, risultato che ha dunque qualificato la Svezia per i Mondiali di Russia 2018 a discapito degli Azzurri, i quali non mancavano la partecipazione alla fase finale della competizione dal 1958. La sfida di ritorno a Milano tuttavia ha visto Johansson infortunarsi gravemente al legamento crociato del ginocchio sinistro, incidente che di fatto gli ha impedito di recuperare in tempo per essere convocato l'estate seguente per la manifestazione mondiale.

## Statistiche

### Cronologia presenze e reti in nazionale
| Cronologia completa delle presenze e delle reti in nazionale ― Svezia | Cronologia completa delle presenze e delle reti in nazionale ― Svezia | Cronologia completa delle presenze e delle reti in nazionale ― Svezia | Cronologia completa delle presenze e delle reti in nazionale ― Svezia | Cronologia completa delle presenze e delle reti in nazionale ― Svezia | Cronologia completa delle presenze e delle reti in nazionale ― Svezia | Cronologia completa delle presenze e delle reti in nazionale ― Svezia | Cronologia completa delle presenze e delle reti in nazionale ― Svezia |
| Data                                                                  | Città                                                                 | In casa                                                               | Risultato                                                             | Ospiti                                                                | Competizione                                                          | Reti                                                                  | Note                                                                  |
| --------------------------------------------------------------------- | --------------------------------------------------------------------- | --------------------------------------------------------------------- | --------------------------------------------------------------------- | --------------------------------------------------------------------- | --------------------------------------------------------------------- | --------------------------------------------------------------------- | --------------------------------------------------------------------- |
| 23-1-2013                                                             | Chiang Mai                                                            | Svezia                                                                | 1 – 1                                                                 | Corea del Nord                                                        | Amichevole                                                            | -                                                                     | 84’                                                                   |
| 17-1-2014                                                             | Abu Dhabi                                                             | Moldavia                                                              | 1 – 2                                                                 | Svezia                                                                | Amichevole                                                            | -                                                                     | 64’                                                                   |
| 21-1-2014                                                             | Abu Dhabi                                                             | Svezia                                                                | 1 – 2                                                                 | Islanda                                                               | Amichevole                                                            | -                                                                     | 81’                                                                   |
| 11-11-2016                                                            | Parigi                                                                | Francia                                                               | 2 – 1                                                                 | Svezia                                                                | Qual. Mondiali 2018                                                   | -                                                                     | 75’                                                                   |
| 15-11-2016                                                            | Budapest                                                              | Ungheria                                                              | 0 – 2                                                                 | Svezia                                                                | Qual. Mondiali 2018                                                   | -                                                                     | 81’                                                                   |
| 25-3-2017                                                             | Solna                                                                 | Svezia                                                                | 4 – 0                                                                 | Bielorussia                                                           | Qual. Mondiali 2018                                                   | -                                                                     | 69’                                                                   |
| 28-3-2017                                                             | Funchal                                                               | Portogallo                                                            | 2 – 3                                                                 | Svezia                                                                | Amichevole                                                            | -                                                                     |                                                                       |
| 9-6-2017                                                              | Solna                                                                 | Svezia                                                                | 2 – 1                                                                 | Francia                                                               | Qual. Mondiali 2018                                                   | -                                                                     |                                                                       |
| 13-6-2017                                                             | Oslo                                                                  | Norvegia                                                              | 1 – 1                                                                 | Svezia                                                                | Amichevole                                                            | -                                                                     | 70’                                                                   |
| 31-8-2017                                                             | Sofia                                                                 | Bulgaria                                                              | 3 – 2                                                                 | Svezia                                                                | Qual. Mondiali 2018                                                   | -                                                                     | 85’                                                                   |
| 3-9-2017                                                              | Borisov                                                               | Bielorussia                                                           | 0 – 4                                                                 | Svezia                                                                | Qual. Mondiali 2018                                                   | -                                                                     | 69’                                                                   |
| 7-10-2017                                                             | Solna                                                                 | Svezia                                                                | 8 – 0                                                                 | Lussemburgo                                                           | Qual. Mondiali 2018                                                   | -                                                                     |                                                                       |
| 10-10-2017                                                            | Amsterdam                                                             | Paesi Bassi                                                           | 2 – 0                                                                 | Svezia                                                                | Qual. Mondiali 2018                                                   | -                                                                     |                                                                       |
| 10-11-2017                                                            | Solna                                                                 | Svezia                                                                | 1 – 0                                                                 | Italia                                                                | Qual. Mondiali 2018                                                   | 1                                                                     | 57’                                                                   |
| 13-11-2017                                                            | Milano                                                                | Italia                                                                | 0 – 0                                                                 | Svezia                                                                | Qual. Mondiali 2018                                                   | -                                                                     | 10’ 19’                                                               |
| 17-11-2018                                                            | Eskişehir                                                             | Turchia                                                               | 0 – 1                                                                 | Svezia                                                                | UEFA Nations League 2018-2019 - 1º turno                              | -                                                                     |                                                                       |
| 20-11-2018                                                            | Solna                                                                 | Svezia                                                                | 2 – 0                                                                 | Russia                                                                | UEFA Nations League 2018-2019 - 1º turno                              | -                                                                     |                                                                       |
| 10-6-2019                                                             | Madrid                                                                | Spagna                                                                | 3 – 0                                                                 | Svezia                                                                | Qual. Euro 2020                                                       | -                                                                     | 27’                                                                   |
| Totale                                                                |                                                                       | Presenze                                                              | 18                                                                    |                                                                       | Reti                                                                  | 1                                                                     |                                                                       |

## Palmarès

### Club

#### Competizioni nazionali
- Campionato svedese: 1

IFK Göteborg: 2007
- Coppa di Svezia: 2

IFK Göteborg: 2008, 2012-2013
- Coppa di Grecia: 1

AEK Atene: 2015-2016
- Campionato greco: 1

AEK Atene: 2017-2018
- Coppa di Francia: 1

Rennes: 2018-2019